# Sonneries de la Rose+Croix
Les Sonneries de la Rose+Croix sont une œuvre d'Erik Satie composée en 1891. 

## Présentation
En 1891, Satie fait la connaissance de Joséphin Peladan, grand maître de la « Rose-Croix du Temple et du Graal », et devient maître de chapelle attitré de l'ordre. C'est dans ce cadre qu'il écrit plusieurs partitions destinées à accompagner les cérémonies de la confrérie, dont les Sonneries de la Rose+Croix, au nombre de trois.
Ces Sonneries, « austères et majestueuses », sont originellement composées pour harpes et trompettes, mais seule une version pour piano subsiste aujourd'hui, de la main de Satie, publiée en 1892 à l'initiative de l'ordre. La couverture de la partition présente un frontispice de Puvis de Chavannes, Fragment de la Guerre.
La création de l’œuvre est donnée à l'occasion de l'ouverture du premier salon de la Rose-Croix, le 10 mars 1892, à la galerie parisienne Durand-Ruel.

## Structure
L’œuvre, d'une durée moyenne d'exécution de douze minutes trente environ, comprend trois mouvements :
1. Air de l'Ordre — Lent et détaché sans sécheresse
2. Air du Grand Maître (Joséphin Peladan) — Lent
3. Air du Grand Prieur (Antoine de La Rochefoucauld) — Détaché Lent

## Analyse
Les trois pièces sont composées en 1891 et, outre la première édition sous l'égide de la Rose+Croix, sont publiées en 1910 chez Rouart-Lerolle.
Alfred Cortot leur attribue, avec d'autres œuvres de la période dite « mystique » de Satie, « une impression de secret et indéfinissable envoûtement ». Une atmosphère que Guy Sacre, constatant que les Sonneries marquent, après le mélodisme des Gymnopédies et des Gnossiennes, un retour « à une écriture essentiellement verticale », considère pour sa part distiller « beaucoup d'ennui ».

## Discographie
- Satie: Complete Piano Music, Jeroen van Veen (piano), Brilliant Classics 95350, 2016.
- Tout Satie ! Erik Satie Complete Edition[8], CD 6, Aldo Ciccolini (piano), Erato 0825646047963, 2015.

### Ouvrages généraux
- Guy Sacre, La musique pour piano : dictionnaire des compositeurs et des œuvres, vol. II (J-Z), Paris, Robert Laffont, coll. « Bouquins », 1998, 2998 p. (ISBN 978-2-221-08566-0).
- Adélaïde de Place, « Erik Satie », dans François-René Tranchefort (dir.), Guide de la musique de piano et de clavecin, Paris, Fayard, coll. « Les Indispensables de la musique », 1987, 867 p. (ISBN 978-2-213-01639-9, OCLC 17967083).
- Alfred Cortot, La musique française de piano, Paris, Presses universitaires de France, coll. « Quadrige », 1981, 762 p. (ISBN 2-13-037278-3).

### Monographies
- Vincent Lajoinie, Erik Satie, Lausanne, Éditions L'Âge d'Homme, 1985 (ISBN 978-2-8251-3228-9).
- (en) Robert Orledge, Satie the composer, New York, Cambridge University Press, coll. « Music in the 20th Century », 1990, 394 p. (ISBN 978-0-521-35037-2).
- Anne Rey, Satie, Paris, Éditions du Seuil, coll. « Solfèges », 1974, rééd. 1995, 192 p. (ISBN 978-2-02-023487-0 et 2-02-023487-4).
- Ornella Volta, Satie et la danse, Paris, Éditions Plume, 1992, 206 p. (ISBN 978-2-7021-2160-3)